# Piers Sellers
Piers John Sellers (ur. 11 kwietnia 1955 w Crowborough, zm. 23 grudnia 2016 w Houston) – brytyjsko-amerykański astronauta i inżynier ekolog, meteorolog.

## Wykształcenie oraz praca zawodowa
- 1969 – ukończył szkołę średnią (Cranbrook School) w Cranbrook, hrabstwo Kent w Wielkiej Brytanii.
- 1976 – na Uniwersytecie Edynburskim (Szkocja) uzyskał tytuł inżyniera ekologii.
- 1981 – na Uniwersytecie Leeds w Wielkiej Brytanii otrzymał doktorat w dziedzinie biometeorologii.
- 1982 – na zaproszenie NASA razem z rodziną przeniósł się do Stanów Zjednoczonych, gdzie rozpoczął pracę w Centrum Lotów Kosmicznych imienia Roberta H. Goddarda w stanie Maryland. Tam zajmował się m.in. badaniami zależności pomiędzy biosferą i atmosferą Ziemi oraz wykorzystaniem danych z satelitów meteorologicznych do komputerowego modelowania klimatu. Specjalizował się w zagadnieniach związanych z globalnym ociepleniem. Brał udział w ekspedycjach naukowych do Brazylii, gdzie badał jaki wpływ na pogodę ma wycinanie tropikalnej puszczy podzwrotnikowej. Poza tym prowadził obserwacje na Saharze, w Kanadzie i w Rosji.
- 1996 – został członkiem Amerykańskiej Unii Geofizycznej.
- 1997 – został członkiem Amerykańskiego Towarzystwa Meteorologicznego.

## Kariera astronauty
- 1984 – po raz pierwszy podjął starania, aby zostać astronautą. Na przeszkodzie stał jednak brak amerykańskiego obywatelstwa, które uzyskał dopiero w 1991.
- 1992 – znalazł się w jednej z finałowych grup podczas naboru do 14 grupy astronautów NASA.
- 1 maja 1996 był w gronie 17 kandydatów, których przyjęto podczas naboru do 16 grupy astronautów NASA. Został wybrany spośród blisko 2500 kandydatów.
- 1998 – zakończył dwuletnie szkolenie podstawowe i uzyskał kwalifikacje specjalisty misji. Później pracował w Biurze Astronautów NASA, początkowo w wydziale wsparcia komputerowego (Computer Support Branch), a następnie w wydziale ds. stacji kosmicznej (Space Station Branch).
- sierpień 2001 – znalazł się w składzie załogi wyprawy STS-112 jako trzeci specjalista misji (MS-3).
- 7–18 sierpnia 2004 – uczestniczył w locie STS-112 na pokładzie wahadłowca Atlantis.
- grudzień 2002 – otrzymał przydział do misji STS-120, która miała się rozpocząć wiosną 2004. Po katastrofie wahadłowca Columbia plan lotów został gruntownie zmieniony i lot ten przeniesiono ostatecznie na rok 2006.
- lato 2004 – został przeniesiony do załogi misji STS-121.
- 4 lipca 2006 – wystartował w kosmos do misji STS-121 na pokładzie wahadłowca Discovery.
- 14 maja 2010 – na pokładzie wahadłowca Atlantis wystartował do swojego trzeciego lotu w kosmos – misji STS-132.
- 2011 – w czerwcu opuścił korpus astronautów NASA. Powrócił do pracy w Centrum Lotów Kosmicznych imienia Roberta H. Goddarda jako wicedyrektor jednego z wydziałów.
- 23 grudnia 2016 – zmarł na raka trzustki[1].

W swojej karierze astronauty odbył sześć spacerów kosmicznych (po trzy w misjach STS-112 i STS-121), które trwały łącznie 41 godzin i 10 minut.

## Loty kosmiczne
- STS-112 (Atlantis F-26);

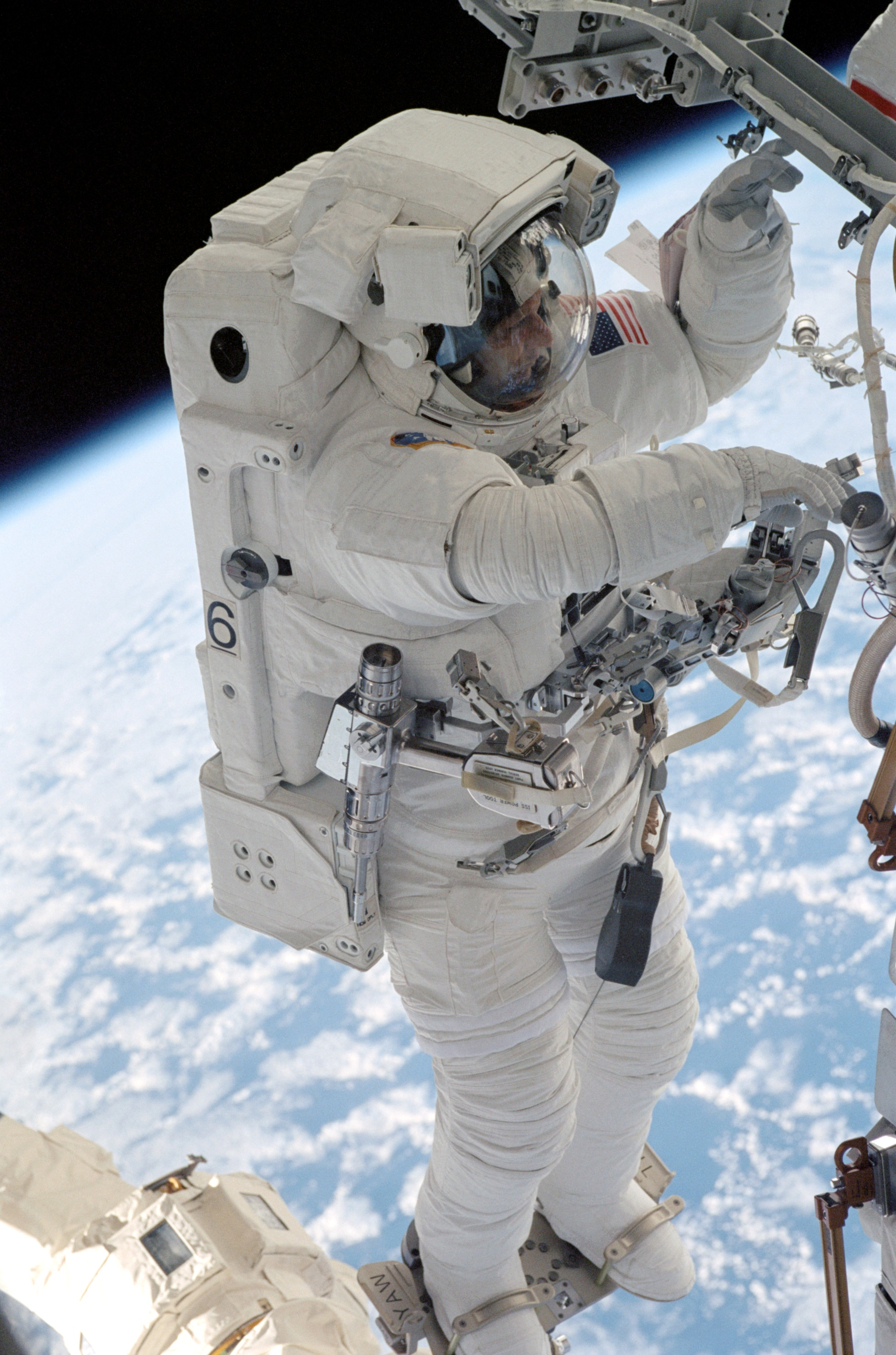
12 października 2002. Piers Sellers podczas EVA 2.

7 października 2002 wystartował do misji STS-112 na pokładzie wahadłowca Atlantis.
Pełnił funkcję specjalisty misji (MS-3). Razem z nim w kosmos polecieli: Jeffrey S. Ashby (dowódca), Pamela A. Melroy (pilot), David A. Wolf (specjalista misji MS-1), Sandra H. Magnus (MS-2) oraz Fiodor Jurczichin (MS-4). 9 października 2002 prom kosmiczny połączył się z Międzynarodową Stacja Kosmiczną. Podstawowym celem tej wyprawy były dalsze prace związane z rozbudową stacji. Tym razem astronauci zajęli się przede wszystkim montażem nowych elementów kratownicy. Sellers wychodził w tym celu trzykrotnie na zewnątrz stacji. 10 października 2002 razem z Davidem Wolfem przez siedem godzin zajmowali się m.in. podłączaniem różnego rodzaju łączy pomiędzy kratownicami oraz stacją oraz zainstalowali kamerę video oraz antenę pasma S. Ponadto uruchomili wózek CETA CART-A, jedno z dwóch takich urządzeń, które służą do przewozu sprzętu i samych astronautów wzdłuż kratownicy. 12 października Sellers z Davidem Wolfem po raz drugi wyszli w otwarty kosmos. Tym razem przez sześć godzin uszczelniali układ chłodzenia oraz podłączyli zbiorniki amoniaku do wspomnianego systemu. Zdjęli wszelkie zabezpieczenia z kratownic (były one zainstalowane w celu uniknięcia uszkodzenia w trakcie startu ładowni promu) oraz zainstalowali jeszcze jedną kamerę obserwacyjną. Trzeci spacer kosmiczny Sellersa miał miejsce 14 października. Tak jak poprzednio towarzyszył mu David Wolf. Astronauci przez ponad 6,5 godziny pracowali przy układzie chłodzenia kratownic. Ponadplanowo udało się im zainstalować pompę wspomagającą obieg substancji chłodzącej wzdłuż całego systemu kratownic. Poza tym załoga promu przeniosła na pokład Międzynarodowej Stacji Kosmicznej ponad 800 kg wyposażenia i wykonała kilka drobnych prac remontowych samej stacji. Prowadzono także obserwacje atmosfery w poszukiwaniu ewentualnych ubytków ozonu. 16 października prom odcumował od stacji i przez dwa dni pozostawał jeszcze na orbicie. Wylądował na Przylądku Canaveral 18 października 2002.

## Nagrody i odznaczenia
- nagroda NASA „Za wyjątkowe osiągnięcia naukowe” (NASA Exceptional Scientific Achievement Award) przyznana w 1994
- nagroda Arthura Fleminga (1995)
- nagroda Houghtona przyznana przez Amerykańskie Towarzystwo Meteorologiczne w 1997
- oficer Orderu Imperium Brytyjskiego (OBE) w 2011
- NASA Distinguished Service Medal (2016)[1]
- Universal Astronaut Insignia za lot orbitalny (nr 422, pośmiertnie) – Stowarzyszenie Uczestników Lotów Kosmicznych (Association of Space Explorers(inne języki))[3]

## Wykaz lotów
| Loty kosmiczne, w których uczestniczył Piers J. Sellers                | Loty kosmiczne, w których uczestniczył Piers J. Sellers | Loty kosmiczne, w których uczestniczył Piers J. Sellers | Loty kosmiczne, w których uczestniczył Piers J. Sellers | Loty kosmiczne, w których uczestniczył Piers J. Sellers | Loty kosmiczne, w których uczestniczył Piers J. Sellers |
| №                                                                      | Data startu                                             | Data lądowania                                          | Statek kosmiczny                                        | Funkcja                                                 | Czas trwania                                            |
| ---------------------------------------------------------------------- | ------------------------------------------------------- | ------------------------------------------------------- | ------------------------------------------------------- | ------------------------------------------------------- | ------------------------------------------------------- |
| 1                                                                      | 7 października 2002                                     | 18 października 2002                                    | STS-112 Atlantis F-26                                   | Specjalista misji (MS-3)                                | 10 dni 19 godzin 57 minut i 49 sekund                   |
| 2                                                                      | 4 lipca 2006                                            | 17 lipca 2006                                           | STS-121 Discovery F-32                                  | Specjalista misji (MS-3)                                | 12 dni 18 godzin 36 minut i 48 sekund                   |
| 3                                                                      | 14 maja 2010                                            | 26 maja 2010                                            | STS-132 Atlantis F-32                                   | Specjalista misji                                       | 11 dni 18 godzin 28 minut i 2 sekundy                   |
| Łączny czas spędzony w kosmosie — 35 dni 9 godzin 2 minuty i 39 sekund |                                                         |                                                         |                                                         |                                                         |                                                         |